# Relaciones Estados Unidos-Lituania
Las relaciones Estados Unidos-Lituania son las relaciones diplomáticas entre Estados Unidos y Lituania. Lituania es una de las naciones europeas más proestadounidenses y del mundo, con el 73% de lituanos teniendo una visión positiva de Estados Unidos en 2011. Según el Informe de liderazgo global de EE. UU. de 2012, el 48% de los lituanos aprueba el liderazgo de EE. UU., con un 20% de desaprobación y un 32% de incertidumbre.

## Historia

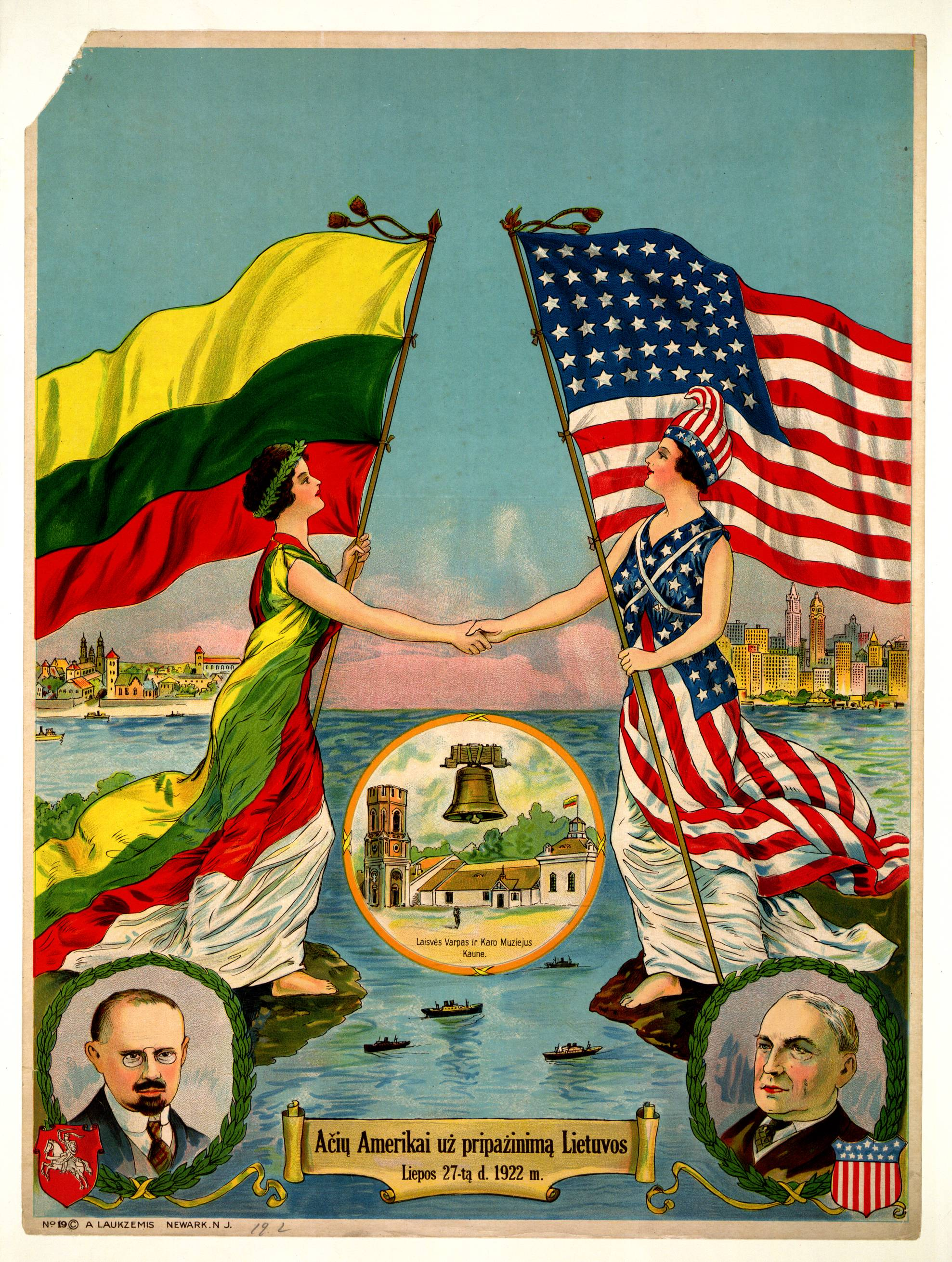
Un cartel de Lituania celebrando el reconocimiento de Lituania por los Estados Unidos.

Los Estados Unidos establecieron relaciones diplomáticas con Lituania el 28 de julio de 1922. La invasión soviética forzó el cierre de la Legación a Lituania el 5 de septiembre de 1940, pero la representación lituana en los Estados Unidos continuó sin interrupciones. Los Estados Unidos nunca reconocieron la incorporación forzosa de Lituania a la URSS y consideran al gobierno actual de Lituania como una continuación legal de la república de entreguerras. En 2007, los Estados Unidos y Lituania celebraron 85 años de relaciones diplomáticas continuas. Lituania ha recibido el trato de nación más favorecida con Estados Unidos desde diciembre de 1991. Desde 1992, Estados Unidos ha comprometido más de $ 100 millones en Lituania para la transformación económica y política y para las necesidades humanitarias. Los Estados Unidos y Lituania firmaron un acuerdo sobre el comercio bilateral y la protección de la propiedad intelectual en 1994 y un tratado de inversión bilateral en 1997. En 1998, los Estados Unidos firmaron una "Carta de Asociación" con Lituania y los otros países bálticos estableciendo grupos de trabajo bilaterales que se centran en mejorar la seguridad regional, militar, y asuntos económicos.
Los principales funcionarios de los Estados Unidos incluyen:[cita requerida]
- Embajadora—Deborah McCarthy[3]
- Jefe de misión adjunto: Anne Hall
- Jefe de la Sección Política y Económica — John M. Finkbeiner Jr.
- PAO — Jonathan M. Berger
- Agregado de Defensa — Jeffrey L. Jennette
- Oficial de Cooperación de Defensa — Cynthia A. Matuskevich
- Oficial de Gestión — Alboino L. Deulus
- Oficial Consular — Anthony T. Beaver

La [Embajada] de los Estados Unidos en Lituania está ubicada en Vilnius (Akmenu 6).
Los principales funcionarios lituanos incluyen[cita requerida]:
- Embajador - Rolandas Kriščiūnas[4]
- Asistente Ejecutivo del Embajador - Eglė Janeliūnaitė
- Jefe Adjunto de Misión - Tomas Gulbinas